# Chitose
Chitose (japanska: 千歳市 ?, Chitose-shi) är en stad i Hokkaidō prefektur i Japan. Staden fick stadsrättigheter 1958.

## Kommunikationer
I staden ligger Hokkaidōs största flygplats, Nya Chitose-flygplatsen.